# أتيلا ف. بيلاش
أتيلا إف. بيلاش (بالمجرية: Balázs F. Attila)‏ هو أمين مكتبة وكاتب وصحفي ومترجم وشاعر مجري، ولد في 15 يناير 1954 في تارغو موريش في رومانيا.